# Brukspredikant
Brukspredikant, även kallad brukspräst och brukspastor, kallas den som håller en predikan vid ett bruk.

## Historik
Brukspredikant (brukspräst och brukspastor) avser en präst som predikar vid ett bruk, som var ett kapellag under moderförsamlingen. Enligt 1686 års kyrkolag var det nästan förbjudet att anställa brukspredikanter (lagen gav adelsmän tillåtelse att anställa huspredikanter). Under 1700-talet började präster att anställas vid bruken, med tillstånd av domkapitlet. Anställningen gick till på samma sätt som huspredikanter. Mellan 1760 och 1842 var det förbjudet för brukspredikanter att arbeta i andra församlingar än vid det bruket de var anställda.